# Guisla de Lluçà
Guisla de Lluçà, anomenada també Guilla o Wisla (ca. 1012 - d. 1079) fou comtessa consort de Barcelona (1027-1035) i comtessa d'Osona (1035-1054). Era una dama de la casa comtal de Barcelona com a filla de Sunifred II, senyor de Lluçà i d'Ermessenda de Balsareny.

## Biografia
Guisla de Lluçà era filla de Sunifred II de Lluçà i Ermessenda de Balsareny. El 1027 es casà amb el comte de Barcelona Berenguer Ramon I, convertint-se en la seva segona esposa. D'aquest matrimoni tingueren dos fills, Guillem i Bernat, que nasqué quan el seu pare ja era mort. El fet que aquest segons no aparegui al testament de Berenguer Ramon I de 1032 s'ha interpretat com que Bernat va néixer posteriorment.
El 1032, Berenguer Ramon fixava al seu testament la deixa a la seva muller el comtat d'Osona, amb la condició que si es tornava a casar hauria de passar al fill dels dos: Guillem. També li deixà tots els béns mobles perquè en disposés lliurement. El segon fill no hi és anomenat perquè en aquell moment no havia nascut. El comte remarcà que tot estaria sota el domini del seu fill gran, el futur comte de Barcelona.
A la mort del comte de Barcelona, el 1035, tant ella com el seu fill Guillem heretaren el comtat d'Osona, que governaren conjuntament. Durant un parell d'anys apareix la seva firma en alguns documents. L'ordre de les firmes és primer la del fillastre, Ramon Berenguer I, després la de la seva sogra i àvia del nou comte, Ermessenda de Carcassona, i al final ella, en condomini els tres.
El 1037 es casà amb Udalard II, vescomte de Barcelona, per la qual cosa hagué de renunciar al comtat heretat. Així mateix, el seu fill de l'anterior matrimoni, Guillem, també hi renuncià passant el comtat a mans del fill gran del seu primer marit, i comte de Barcelona, Ramon Berenguer I. El matrimoni hagué de prestar jurament de fidelitat al comte de Barcelona, el seu fillastre Ramon Berenguer I, casat llavors amb Almodis de la Marca. D'aquesta segona unió es coneixen 5 fills: Guislabert II de Barcelona, Bernat Udalard, Berenguer, Guillem i Arnau. Guillem, el fill de Berenguer Ramon i Guisla, renuncià al comtat d'Osona el 1054 d'una manera espontània, i acceptà en contrapartida allò que el seu germà li’n volgués donar.
En diferents moments de la seva vida, Guisla va voler tenir una bona relació amb l'església en general. Així, l'any 1030, ella i el seu primer marit renunciaren al patronatge que tenien sobre el monestir de Sant Pere de les Puelles i el 1038 donà, juntament amb la comtessa Ermessenda, 300 monedes d'or per fer un pal·li d'or per l'altar major de la catedral de Barcelona. Aquest frontal, desaparegut avui, estava dividit en trenta-dos quadres amb relleus que representaven la vida de Jesús. Al centre hi havia un medalló amb la Mare de Déu i sota aquesta imatge n'hi havia un altre d'esmaltat, no gaire gran, on hi havia una imatge d'una dona asseguda. Al voltant hi figurava una llegenda que deia: Guisla comitissa fieri iussi, la comtessa Guisla va manar que es fes. El nom d'Ermessenda també hi apareixia inscrit a un altre costat del medalló. Aquest fet de voler passar dibuixada a la posteritat i el ràpid casament fan suposar que Guisla devia tenir un físic i una manera de ser realment atractius, encara que la poca documentació que ha arribat no permet assegurar-ho.
L'11 de juliol de 1079 el matrimoni tornà al monestir de Sant Benet de Bages uns alous que la seva àvia Ingilberga, al seu testament de 1038, havia donat a aquest monestir i ells havien retingut. Se suposa que morí cap al 1079 perquè no tornà a ser citada mai més, i perquè el fill gran del segon matrimoni, Gelabert Udalard, començà a firmar sol la documentació del vescomtat.
Dona de pau, influí perquè el vescomte de Barcelona s'asserenés i actués més tranquil·lament, alhora que fer-se càrrec de la bona administració del vescomtat i procurar que les relacions amb la casa comtal milloressin, per tal de poder gaudir d'un període de benestar per a tothom.